# 털리도구

털리도 구의 위치

털리도구(영어: Toledo District)는 벨리즈 최남단에 위치한 구로 행정 중심지는 푼타고르다이며 면적은 4,649km2, 인구는 30,538명(2010년 기준)이다. 과테말라와 국경을 접한다.